# 邓村乡
邓村乡，是中华人民共和国湖北省宜昌市夷陵区下辖的一个乡镇级行政单位。

## 行政区划
邓村乡下辖以下地区：
邓村坪村、江坪村、杨家湾村、大水田村、高抬头村、竹林湾村、中包山村、白水头村、黄金河村、红桂香村、谭家垭村、庙垭村、小鱼村、古城坪村、袁家坪村、常家垭村和大老岭林场。

## 特产
邓村绿茶：中国地理标志产品。